# Oktiabrskoïe Pole (métro de Moscou)
Oktiabrskoïe Pole (en russe : Октя́брьское по́ле et en anglais : Oktyabrskoye Pole) est une station de la ligne Tagansko-Krasnopresnenskaïa (ligne 7 mauve) du métro de Moscou, située sur le territoire du raïon Chtchoukino dans le district administratif nord-ouest de Moscou. 

## Situation sur le réseau
Établie en souterrain, à 9 mètres sous le niveau du sol, la station Oktiabrskoïe Pole est située au point 0111+63 de la ligne Tagansko-Krasnopresnenskaïa (ligne 7 mauve), entre les stations Chtchoukinskaïa (en direction de Planernaïa) et Polejaïevskaïa (en direction de Kotelniki).

## Histoire

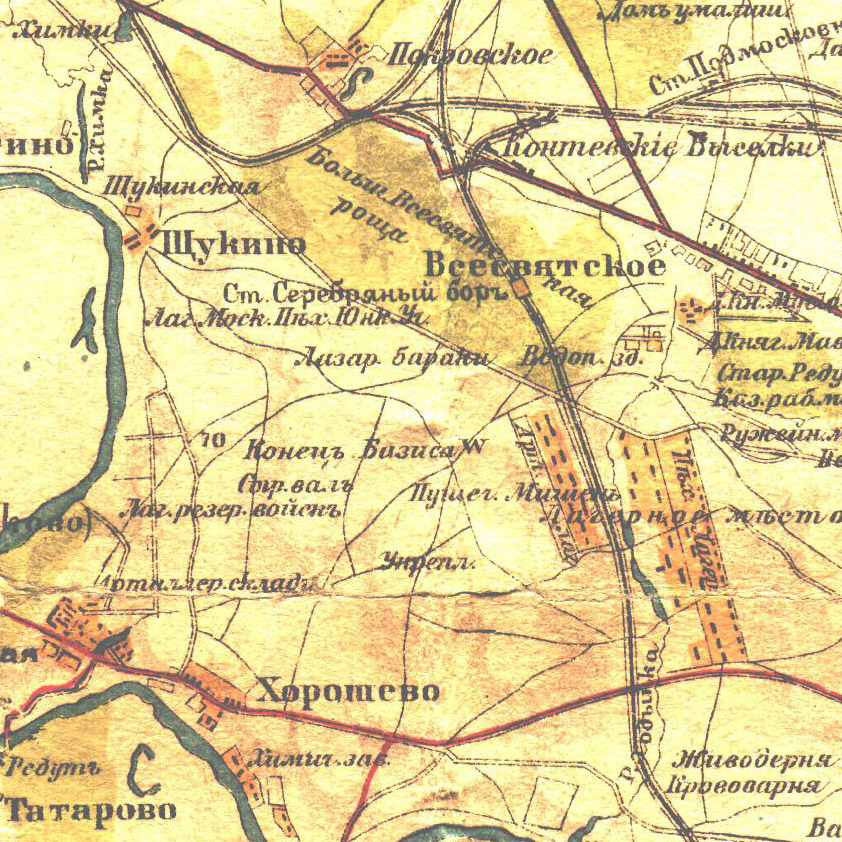
Voennoe Pole

La station tient son nom de celui du champ Oktiabrskoïe Pole (jusqu'en 1922 - Voennoe pole, la partie ouest de l'ancien Khodynskoye Pole, ce dernier tenant son nom du petit cours d'eau, la Khodynka, qui coule à cet endroit), qui signifie littéralement « champs d'Octobre » en français - une étendue à l'ouest de la petite rocade du chemin de fer de Moscou, utilisée en XIXe - début du XXe siècle comme champs de manœuvres de l'armée impériale, inclus dans le territoire de la capitale en 1937.
Mise en service le 30 décembre 1972, comme la 96e station du métro de Moscou, la station est l’ouvre de l'architecte Nina Alechina (1924-2012) et designers lettons Džems Bodnieks (1910-1987) et Haims Risins (1911-1998).

## Services aux voyageurs

### Accès et accueil
Les escaliers de la plate-forme mènent à des passages souterrains sous la rue du maréchal Biriouzov (Улица Маршала Бирюзова).
Les sorties des voitures de tête et de queue sont situées sur les côtés opposés de la rue Narodnogo opoltchenia [Улица Народного Ополчения - qui signifie littéralement « rue de la milice populaire » en français].

### Intermodalité
La station est desservie par les lignes de bus 26, 39, 100, 105, 253, 300, 681, 691, 800, et par les lignes du trolleybus 59 et 61.